# Sara Isaković
Sara Isaković (ur. 9 czerwca 1988 w Bledzie) – słoweńska pływaczka, wicemistrzyni olimpijska z Pekinu, mistrzyni Europy w wyścigu na 200 m stylem dowolnym.

## Życie prywatne
Jej matka Rebeka, również była pływaczką, reprezentowała barwy Jugosławii. Sara ma brata bliźniaka Gala, także pływaka.

## Sukcesy

### Igrzyska olimpijskie
- 2008 Pekin –  srebro – 200 m dowolnym

### Mistrzostwa Europy
- 2008 Eindhoven –  złoto – 200 m dowolnym
- 2012 Debreczyn –  brąz – 4x200 m dowolnym